# Сонда (департамент)
Департамент Сонда  (исп. Departamento de Zonda) — департамент в Аргентине в составе провинции Сан-Хуан.
Территория — 2360 км². Население — 4863 человек. Плотность населения — 2,10 чел./км².
Административный центр — Вилья-Басилио-Ньевас.

## География
Департамент расположен в центральной части провинции Сан-Хуан.
Департамент граничит:
- на севере — с департаментом Ульум
- на востоке — с департаментами Ривадавия, Посито
- на юге — с департаментом Сармьенто
- на западе — с департаментом Калингаста

## Важнейшие населенные пункты[2]
| № | Населённый пункт     | Населённый пункт (исп.) | Категория | Население чел. (2010) | На карте                        |
| - | -------------------- | ----------------------- | --------- | --------------------- | ------------------------------- |
| 1 | Вилья-Басилио-Ньевас | Villa Basilio Nievas    | город     | 4539                  | 31°32′56″ ю. ш. 68°43′46″ з. д. |
| 2 | Вилья-Таку           | Villa Tacú              | поселок   | 213 (2001)            | 31°31′34″ ю. ш. 68°42′15″ з. д. |